# Nagamasa Kawakita
Nagamasa Kawakita (川喜多長政 Kawakita Nagamasa?, n. 20 aprilie 1903, Tōkyō, Japonia – d. 24 mai 1981) a fost un antreprenor, producător de film și importator japonez. Împreună cu soția sa, Kashiko, și cu fiica sa, Kazuko, a avut un rol esențial în dezvoltarea industriei cinematografice japoneze, sponsorizând actori și actrițe și promovând cinematografia japoneză în străinătate.

## Biografie

### Tinerețea
S-a născut în anul 1903 la Tokyo. Tatăl său, Daijiro Kawakita, un ofițer multiplu decorat al Armatei Imperiale Japoneze în timpul Războiului Ruso-Japonez și ulterior instructor la Academia Militară Baoding din Beijing, a fost ucis în urma unor circumstanțe misterioase, existând suspiciunea că ar fi fost ucis pentru trădare de către agenți japonezi. După absolvirea liceului în Japonia, Kawakita a călătorit în China în 1922 pentru a studia la Universitatea din Beijing și a urmat apoi studii suplimentare la Universitatea din Heidelberg. A fost angajat de compania germană de film Universum Film AG și trimis înapoi în Japonia ca reprezentant al acesteia.

### Cariera sa de dinaintea războiului
Kawakita a fondat o companie proprie intitulată Towa Trading în octombrie 1928. El a întâlnit-o pe viitoarea sa soție, Kashiko, atunci când aceasta s-a prezentat la concursul pentru postul de secretară, iar cei doi soți au folosit luna lor de miere din 1932 pentru a călători în Europa și a achiziționa de acolo filme pentru piața japoneză. Printre primele sale succese s-au numărat Mädchen in Uniform (1931) al Leontinei Sagan, deși a colaborat cu mulți alți regizori europeni, inclusiv G.W. Pabst, René Clair, Fritz Lang și Julien Duvivier. Filmele importate de Kawakita au fost lansate pe piața japoneză prin intermediul companiei Toho. Kawakita a adus, de asemenea, filme japoneze la Festivalul de Film de la Veneția și la alte festivaluri din străinătate.
În anul 1937 a jucat un rol important în realizarea coproducției germano-japoneze Die Tochter des Samurai, în regia lui Arnold Fanck și Mansaku Itami. În cadrul Festivalului Internațional de Film de la Veneția din 1938, filmul de război japonez Gonin no sekkōhei al lui Tomotaka Tasaka a fost nominalizat la premiul Cupa Mussolini pentru cel mai bun film străin și a obținut premiul Ministerului Italian al Culturii Populare, aceasta fiind prima dată când un film japonez a câștigat un premiu major la un festival din străinătate.
În 1938 Kawakita, care vorbea fluent limbile chineză și germană, și-a îndreptat atenția asupra Chinei și a lucrat la realizarea unei coproducții chino-japoneze, The Road to Peace in the Orient, în regia lui Shigeyoshi Suzuki, investind o mare parte din propriul său capital într-un proiect care spera să simbolizeze armonia sino-japoneză. Cu toate acestea, The Road to Peace in the Orient a fost un eșec comercial, deoarece publicul chinez susținea că Nagamasa Kawakita era un reprezentant al militarismului japonez, iar publicul japonez considera că filmul în limba chineză cu subtitrare japoneză era greu de înțeles. Armata Japoneză i-a cerut apoi lui Kawakita să conducă studioul de film nou-înființat China United Productions Ltd. (sau, mai pe scurt, „Zhonglian”), care a rezultat prin fuziunea între Xinhua Film Company și alte unsprezece studiouri de producție din Shanghai. Kawakita a ezitat inițial, dar apoi și-a dat seama că proiectul va continua cu sau fără el. Studioul avea un personal de peste 3.000 de angajați (personal tehnic și actori) și a produs filme adresate publicului chinez. Deși Kawakita a avut relații cu oficiali de rang înalt din Armata Japoneză și din guvernul naționalist chinez din Nanjing (primarul orașului Shanghai Chen Gongbo era președinte de onoare al companiei), el a insistat ca studioul să acționeze în mod independent și să realizeze mai degrabă filme de divertisment decât filme de propagandă, iar, astfel, s-a confruntat adesea cu ostilitatea oficialilor militari și cenzorilor japonezi, atât de mult încât au existat zvonuri cu privire la un complot al Armatei Japoneze din Kwantung sau al poliției militare japoneze Kempeitai pentru a-l asasina.

## Cariera postbelică
După capitularea Japoniei, Kawakita s-a întors în Japonia, unde a fost arestat de forțele de ocupație americane sub acuzația că ar fi fost criminal de război de clasa B; cu toate acestea, el a fost eliberat curând după ce autoritățile au primit mai multe declarații în apărarea sa de la chinezii și evreii pe care îi protejase în timp ce se afla la Shanghai.
I s-a permis să-și reia funcția de președinte al Towa Trading în 1950 și a schimbat numele companiei în Toho-Towa în 1951. El a continuat să facă eforturi pentru promovarea cinematografiei japoneze în străinătate și a proiectat filmul Rashomon al lui Akira Kurosawa la Festivalul de Film de la Veneția din 1951, unde a câștigat premiul Leul de Aur. A fost apoi supervizor al coproducției americano-japoneze Anatahan (1953), în regia lui Josef von Sternberg.
În 1960 Kawakita a înființat Biblioteca Japoneză de Film pentru a promova cinematografia japoneză în străinătate și pentru a aduna materiale care să fie puse la dispoziția cercetătorilor străini. De asemenea, a fost fondator al organizației Japan Art Theatre Guild, care avea misiunea de a promova filmul de artă internațional în Japonia. Fiica sa, Kazuko, a devenit asistentă de regie a lui Akira Kurosawa la filmul The Bad Sleep Well (1960). Ea s-a căsătorit ulterior cu actorul Juzo Itami.
Kawakita a fost decorat cu Ordinul Tezaurul Sacru, clasa a II-a, în 1973. A murit pe 24 mai 1981.
În anul 1983, după moartea sa, a fost instituit Premiul Kawakita cu scopul de a onora meritele unor persoane sau organizații care au contribuit la promovarea cinematografiei japoneze în străinătate. Primul său beneficiar a fost criticul și istoricul de film Donald Richie. Fosta locuință a lui Kawakita din Kamakura a fost transformată într-un muzeu memorial.

## Legături externe
- Kawakita Memorial Film Institute, Tokyo
- Kamakura City Kawakita Film Museum